# Frithiof Persson
Frithiof Persson, född 26 april 1882 i Karlshamns församling i Blekinge län, död 17 maj 1936 i Mörby i Danderyds församling i Stockholms län, var en svensk aktuarie.
Persson blev filosofie doktor 1915 på avhandlingen Om Malmö hamn: Dess ekonomiska utveckling och funktioner med några synpunkter på nutida hamnförhållanden och hamnens framtida utvecklingsmöjligheter. Han blev tjänsteförrättande kammarskrivare vid packhusinspektionen i Malmö 1914  och aktuarie vid Kungliga järnvägsstyrelsens statistiska kontor 1920. Han var medarbetare i det av Karl D.P. Rosén utgivna verket Svenska orter och skrev artiklar i Nordisk familjebok under signaturen F.P. Han ligger begravd på Norra begravningsplatsen i Stockholm.